# 3-kinuklidinil benzilat
3-kinuklidinil benzilat (tudi BZ) je bojni strup za začasno onesposobitev v trdnem stanju brez vonja, ki tako psihično kot tudi fizično onesposablja nasprotnikovo živo silo. Simptomi zastrupitve z BZ-jem so široke zenice, suha usta, pospeši se srčni utrip. Sledi nekontroliranost gibanja in dremavica. Kasneje se pojavi učinek narkotičnega širjenja zenic, slušne halucinacije ter izguba prostorske in časovne orientacije. Pojavi se zmedenost, govor je nekontroliran in nerazumljiv. Poškodovanca postane strah, boji se ljudi in zgubi predstavo o sebi. Pri težjih zastrupitvah in kadar ni terapije, tako stanje traja od 1 do 5 dni. Brezvoljnost pa traja od 1 do 2 tednov. Po ozdravitvi se poškodovanec ničesar ne spomni.